# Pavlos Carrer

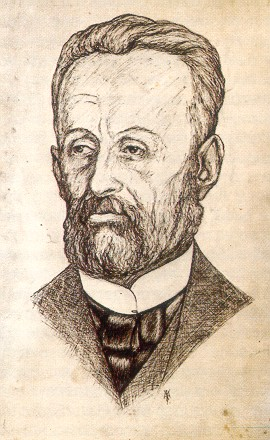
Pavlos Carrer

Pavlos Carrer (griechisch Παύλος Καρρέρ, gräzisiert Karreris (Καρρέρης), ital. Paolo Carrer; * 12. Mai 1829 auf Zakynthos; † 7. Juni 1896 ebenda) war ein griechischer Komponist. Er gilt als der bedeutendste Opernkomponist der frühen Ionischen Schule und als der erste, der die neuzeitliche griechische Geschichte auf die Opernbühne brachte.
Unter Carrers Lehrern waren Giuseppe Cricca und Francesco Mirangini, die Leiter der Philharmonischen Gesellschaft Zakynthos’, nach Bericht von Spyros Motsenigos auch Nikolaos Mantzaros auf Korfu. 1850–57 studierte Carrer in Mailand bei Raimondo Bosserone, Pietro Tassistro und Winter. Hier wurde 1852 am Teatro Carcano auch seine erste Oper uraufgeführt, Dante e Beatrice (1852). Isabella d’Aspeno folgte 1854 am Teatro San Giacomo in Korfu, La rediviva (1856) wieder in Mailand.

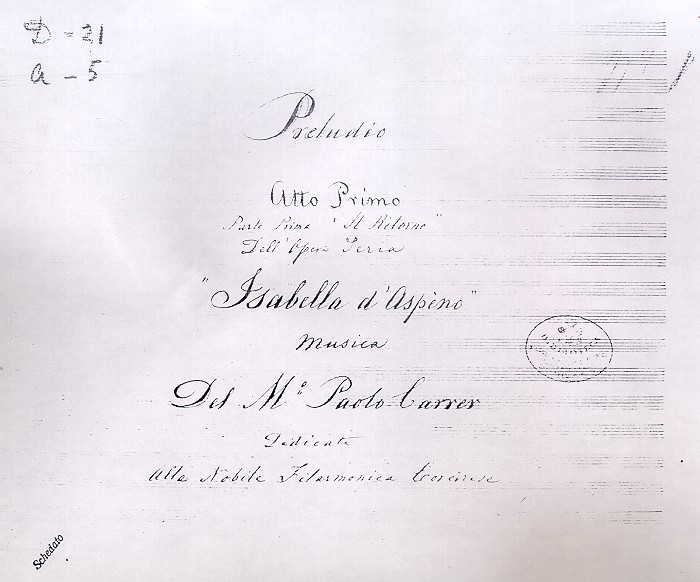
Erste Seite des Manuskripts zu Isabella d’Aspeno mit Widmung an die Philharmonische Gesellschaft Zakynthos

1857 kehrte Carrer nach Zakynthos zurück und führte auch hier seine bis dahin komponierten Bühnenwerke auf. Er heiratete die Sopranistin Isavella Iatra, die in seinen Opern die Titelpartien gesungen hatte. Außerdem beschäftigte er sich mit seinem ersten Opernstoff aus der Geschichte des griechischen Unabhängigkeitskriegs – Auszüge aus seiner Oper Markos Botsaris wurden 1858 König Otto in Athen vorgestellt, zu einer Aufführung kam es jedoch zunächst nicht, da im jungen griechischen Staat patriotische Themen aus Rücksicht auf die europäischen Mächte nicht opportun erschienen und eine Aufführung in den unter britischen Protektorat stehenden Vereinigten Staaten der Ionischen Inseln als mögliche Demonstration für die Vereinigung mit Griechenland unerwünscht war. Erst 1861 kam es in Patras zur Uraufführung, die Aufführung 1875 in Athen schließlich wurde ein triumphaler Erfolg und begründete Carrers griechenlandweiten Erfolg als Komponist. Weitere Werke mit ähnlichen Sujets folgten: Frossini (1879 Patras) und Despo o L’eroina di Suli („Despo oder Die Heldin von Souli“, 1883 Patras), die in ganz Griechenland äußerst erfolgreich waren und beide auf CD erhältlich sind (Label Lyra). Gleichzeitig begann Carrer, in Zakynthos zu lehren, und war dort auch zeitweise Leiter der Philharmonischen Gesellschaft. In Zakynthos ließ sich Carrer eine Villa nach dem Entwurf des Architekten Ernst Ziller errichten.

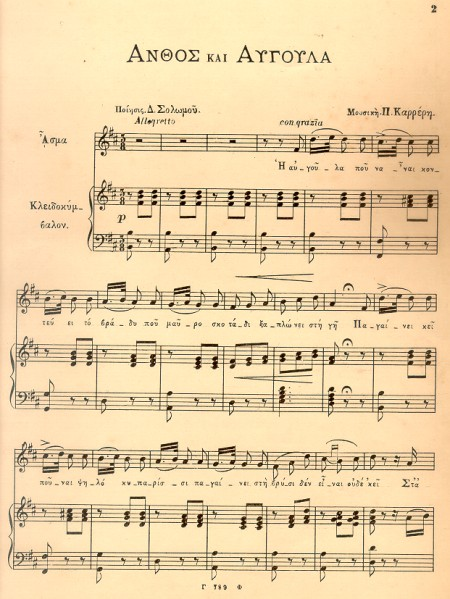
Anthos ke Avgoula. Lied nach Dionysios Solomos

Als Komponist bildet Carrer die Brücke zwischen den Komponisten der frühen Ionischen Schule wie Iosif Liveralis zum zweiten großen, auch international bekannt gewordenen griechischen Opernkomponisten, Spyros Samaras. Sein Stil, der mit dem des frühen Verdis vergleichbar ist, entwickelte mit der Hinwendung an griechische Sujets zunehmend persönlichere Züge. Nach 1910 schwand der außerordentliche Erfolg von Carrers Kompositionen allmählich; von insgesamt 13 Opern Carrers ist fast die Hälfte verloren gegangen. 2003 wurde die unvollständige Oper Marathon Salamis im Teatro Olympia in Athen in vervollständigter Fassung uraufgeführt.
In seiner Zeit in Mailand schrieb Carrer auch einige kammermusikalische Werke, namentlich Opernparaphrasen für Flöte und Klavier. Neben seinen Opern hinterließ er ein umfangreiches Lied-Œuvre, ferner Klaviermusik und liturgische Chormusik.